# Acrosynanthus trachyphyllus
Acrosynanthus trachyphyllus är en måreväxtart som beskrevs av Paul Carpenter Standley. Acrosynanthus trachyphyllus ingår i släktet Acrosynanthus och familjen måreväxter.
Artens utbredningsområde är Kuba. Inga underarter finns listade i Catalogue of Life.